# Згорня Пристава (Словенське Коніце)
Згорня Пристава (словен. Zgornja Pristava) — поселення в общині Словенське Коніце, Савинський регіон, Словенія. Висота над рівнем моря: 360,9 м.